# Vincent Blanchard
Pour les articles homonymes, voir Blanchard et Acosta.
Vincent Blanchard est un musicien et auteur-compositeur-interprète français né le 4 juin 1972 à Rouen. Il est le leader du groupe de folk-rock Joad, et également compositeur de musiques de film. Il a obtenu avec Romain Greffe le César 2019 de la meilleure musique pour le film Guy, d'Alex Lutz.

## Discographie

### Alias
- 2002 : Alias
- 2005 : Vivre et pourtant

### Joad
- 2010 : Pour un sourire et des promesses
- 2011 : Au matin des grands soirs
- 2013 : Le gant de velours
- 2013 : Live au Trianon
- 2015 : Avec infiniment moins de sagesse
- 2016 : Live à la Vrombie
- 2019 : Le banquet des charognards

## Filmographie
- 2023 : Une nuit d'Alex Lutz
- 2021 : Présidents de Anne Fontaine
- 2018 : Guy d'Alex Lutz
- 2015 : Le Talent de mes amis d'Alex Lutz

## Télévision
- 2016-2018 : Catherine et Liliane sur Canal+
- 2019 : StéréoTop sur Canal+
- 2020 : C'est Canteloup sur TF1
- 2021 : LOL : qui rit, sort ! sur Prime Video
- 2021 : La Vengeance au Triple Galop (Réalisé par Arthur Sanigou et Alex Lutz) sur Canal+
- 2022 : Lubrizol, le maire et la stratégie de l'espoir (documentaire réalisé par Fabrice Macaux)

## Musique de scène
- 2009-2013 : Dernières avant Vegas d'Audrey Lamy (K-WET Productions)
- 2012 : DISNEY LIVE (K-Wet Production)
- 2012 : ILS SE RE-MARIENT de Pierre Palmade et Michelle Laroque (Ki M’aime Me Suivent)
- 2013 : Mugler Follies de Manfred Thierry Mugler
- 2013 : Tu seras un homme ma fille de Charlotte Des Georges(K-WET Production)
- 2014 : FABRICE EBOUE, LEVEZ-VOUS! de Fabrice Eboué
- 2015 : L’APPEL DE LONDRES de Philippe Lellouche (K-Wet Production)
- 2016 : JACQUES DANIEL de Laurent Baffie (Théâtre de la Madeleine)
- 2017 : MERCI POUR LE BRUIT de Charlotte Gabris (K-WET Productions)
- 2017 : LE TEMPS QUI RESTE de Philippe Lellouche (Théâtre de la Madeleine)
- 2020 : Alex Lutz aux Folies Bergère (JMD Productions)

## Distinctions

### Récompenses
- 2019 : Prix Lumières de la meilleure musique pour Guy d'Alex Lutz[3]
- 2019 : César de la meilleure musique originale pour Guy d'Alex Lutz[2],[4]

### Nominations
- 2018 : Festival du Cinéma et de la musique de film de La Baule : Meilleure musique pour Guy d'Alex Lutz[5]